# Застава Гренланда
Застава Гренланда осмишљена је од стране Туе Кристијансена. Сачињена је од две једнаке хоризонталне траке беле (горње) и црвене боје, са великим диском помереним ка јарболу. Горња половина диска је црвена а доња је бела.
Локално име на гренландском је Erfalasorput, што значи наша застава али назив Aappalaartoq (што значи „црвена”) се користи и за гренландску и за данску заставу. Данас се обе заставе истичу, обично једна поред друге.
1978. године, Данска је дала аутономију Гренланду, и једнак статус у Краљевини Данској. Локална власт је расписала јавни конкурс за заставу на који је стигло 555 предлога. После дугог већања и додатних предлога усвојен је данашњи изглед, тесном већином над предложеном заставом са Нордијским крстом. Застава је званично усвојена 21. јуна, 1985. године.